# Топлота топљења
Топлота топљења представља колчину енергије потребну да се истопи јединица масе дате супстанције. У СИ систему јединица Топлоте топљења је J/kg.
За одређивање карактеристичне топлотеза дату супстанцу, услов sine qua non је то, да се процес одиграва при сталном притиску, а да се количина сустанце не мења.
{\displaystyle Q=m*q}
- Q- количина топлоте
- m-маса тела
- q-топлота топљења